# Sabayana
Sabayana ist ein osttimoresischer Ort im Suco Lauhata (Verwaltungsamt Bazartete, Gemeinde Liquiçá). Es befindet sich an der Grenze zwischen den Aldeias Raucassa und Pissu Leten, auf dem Bergrücken des Foho Sabayana, auf einer Meereshöhe von 272 m. Durch die kleine Siedlung führt die Straße von Pissu Leten nach Raucassa.